# Muntanya de Can Ribes
La muntanya de Can Ribes és una serra situada al municipi de Sarrià de Ter a la comarca del Gironès, amb una elevació màxima de 267,9 metres.